# Franciszek Kłosowski
Franciszek Kłosowski (ur. 1957) – polski geograf, doktor habilitowany nauk o Ziemi, adiunkt Instytutu Geografii Społeczno-Ekonomicznej i Gospodarki Przestrzennej Wydziału Nauk Przyrodniczych Uniwersytetu Śląskiego w Katowicach.

## Życiorys
W 1991 obronił pracę doktorską Rozmieszczenie i przestrzenne oddziaływanie placówek infrastruktury kultury w Górnośląskim Zespole Miejskim, 27 stycznia 2009 habilitował się na podstawie pracy zatytułowanej Sektor usług w gospodarce regionu tradycyjnego w warunkach transformacji i restrukturyzacji. Przykład konurbacji katowickiej. Objął funkcję adiunkta w Instytucie Geografii Społeczno-Ekonomicznej i Gospodarki Przestrzennej na Wydziale Nauk Przyrodniczych Uniwersytetu Śląskiego w Katowicach.